# Звукооператор (виробництво кіно- і відеофільмів)

## Завдання та обов’язки.
Керує роботою щодо створення і здійснення звукового вирішення фільму відповідно до загального художнього задуму. Забезпечує художню і технічну якість звуку в кінокартині. Розроблює спільно з кінорежисером і композитором звукову експлікацію майбутнього фільму. Бере участь у розробці календарного плану та кошторису в частині звукового вирішення картини.
Перевіряє до початку зйомки справність всього звукового тракту. Контролює роботу звукової бригади. Визначає оптимальні технологічні режими для якісного запису. Проводить спеціальні пробні записи, необхідні для одержання особливих звукових ефектів. Дає завдання і приймає роботу шумової бригади. Здійснює безпосередньо мовне і шумове озвучення та запис музики. Контролює якість фонограми музики та підготовленої до перезапису змонтованої фонограми шумів.
Відбирає фонотечний матеріал, готує його для перезапису. Керує монтажем звукових плівок. Проводить перезапис. Створює загальну звукову композицію при перезапису картини, забезпечує дотримання норм та строків, які встановлені календарним планом та кошторисом, а також своєчасне здавання якісних вихідних матеріалів з озвучення фільму.

## Повинен знати
- нормативні документи, що стосуються розвитку кінематографії, літератури і мистецтв;
- чинні державні стандарти і технічні умови;
- принципи взаємного художнього зв’язку (зображення, звуку та монтажу);
- методи трюкових і спеціальних видів звукозапису;
- способи стереофонічної передачі звуку;
- звуконосії та їх характеристики;
- звукозаписуючу апаратуру;
- основи музичної культури;
- історію національної та світової кінематографії;
- звукові властивості музичних інструментів, мови і вокалу;
- основи технології фільмовиробництва;
- новітні досягнення національного та світового кіномистецтва і кінотехніки;
- правила та норми охорони праці, виробничої санітарії та протипожежного захисту.

## Кваліфікаційні вимоги

### Звукооператор (виробництво кіно- і відеофільмів) I категорії
повна вища освіта відповідного напряму підготовки (спеціаліст) та підвищення кваліфікації. Стаж роботи за професією звукооператора (виробництво кіно- і відеофільмів) II категорії — не менше 3 років, досконале володіння професійною майстерністю, яскраве творче обдарування в галузі звукооператорського мистецтва, творча ініціатива і винахідливість у створенні видатних за своїм вирішенням фільмів, здійснення як звукооператором (виробництво кіно- і відеофільмів) II категорії звукового вирішення не менше 3 складних і оригінальних за звуком повнометражних художніх чи науково-пізнавальних або 4 короткометражних документальних фільмів чи 5 кіножурналів (спецвипусків), чи 6 науково-просвітницьких фільмів з відмінною оцінкою роботи.

### Звукооператор (виробництво кіно- і відеофільмів) II категорії
повна або базова вища освіта відповідного напряму підготовки (спеціаліст або бакалавр) та підвищення кваліфікації; для спеціаліста — стаж роботи за професією звукооператора (виробництво кіно- і відеофільмів) — не менше 2 років, для бакалавра — не менше 3 років; досконале володіння професійною майстерністю звукового оформлення і технікою звукозапису фільму, досвід роботи як звукооператора (виробництво кіно- і відеофільмів) не менше, ніж на 2 складних і оригінальних за звуковим оформленням повнометражних художніх чи науково-пізнавальних фільмах або 3 короткометражних науково-пізнавальних, хронікально-документальних фільмах, або 4 кіножурналах (спецвипусках) з доброю оцінкою роботи.

### Звукооператор (виробництво кіно- і відеофільмів) III категорії
повна або базова вища освіта відповідного напряму підготовки (спеціаліст або бакалавр) без вимог до стажу роботи.

## Спеціалізація

### Звукооператор художніх ігрових фільмів
Проводить запис кінопроб акторів. Виявляє голосові і дикційні дані акторів, визначає оптимальні режими для якісного запису акторських проб. Бере участь у виборі інтер’єрів і місць натурних зйомок, виявляючи акустичні умови, вплив різного роду перешкод, можливості розміщення звукової апаратури. Бере участь спільно з кінорежисером-постановником, кінооператором-постановником, художником-постановником у затвердженні ескізів і прийманні декораційних споруд на відповідність їх вимогам звукозапису, в розробці мізансцен, визначаючи розміщення мікрофонів і способи їх панорамування.

### Звукооператор науково-пізнавальних та хронікально-документальних фільмів
Виявляє голосові та дикційні дані акторів, визначає оптимальні режими для якісного запису. Бере участь у затвердженні музичної експлікації та готової музики у фільмі. Безпосередньо здійснює звуковий запис по фільму.

### Звукооператор мультиплікаційних фільмів
Проводить спеціальні пробні записи, необхідні для одержання особливих звукових ефектів. Бере участь у виборі місць можливих для окремих анімаційних фільмів натурних зйомок, виявляючи акустичні умови, вплив різного роду перешкод, можливості розташування звукової апаратури.